# سيمون كيسيل
سيمون كيسيل (بالإنجليزية: Simone Kessell) هي ممثلة نيوزلندية، ولدت في 1975 في نيوزيلندا.

## الأعمال

### أفلام
| السنة | العنوان     | الدور |
| ----- | ----------- | ----- |
| 2015  | سان أندرياس |       |
| 2017  | 1%          | هايلي |

## وصلات خارجية
- سيمون كيسيل على موقع IMDb (الإنجليزية)
- سيمون كيسيل على موقع قاعدة بيانات الفيلم (الإنجليزية)